# Taliyah Brooks
Taliyah Brooks (* 8. Februar 1995 in Wichita Falls, Texas) ist eine US-amerikanische Leichtathletin, die sich auf den Siebenkampf spezialisiert hat. Zudem ist sie eine Weltklasse-Hürdenläuferin und Weitspringerin.

## Sportliche Laufbahn
Taliyah Brooks wuchs in Texas auf und studierte ab 2013 an der University of Arkansas. 2016 siegte sie mit 5609 Punkten im Siebenkampf bei den U23-NACAC-Meisterschaften in San Salvador und 2018 wurde sie NCAA-Hallenmeisterin im Fünfkampf. 2020 wurde sie in 12,86 s Zweite im 100-Meter-Hürdenlauf bei der Doha Diamond League und zuvor siegte sie mit 6,51 m im Weitsprung beim 56. Palio Città della Quercia. 2023 startete sie im Siebenkampf bei den Weltmeisterschaften in Budapest, musste dort aber ihren Wettkampf am ersten Tag vorzeitig beenden. Im Jahr darauf wurde sie bei den Olympischen Sommerspielen in Paris mit 6258 Punkten Elfte und 2025 gewann sie bei den Hallenweltmeisterschaften in Nanjing mit 4669 Punkten die Bronzemedaille im Fünfkampf hinter der Finnin Saga Vanninen und Kate O’Connor aus Irland.

## Persönliche Bestleistungen
- 100 m Hürden: 12,61 s (+0,8 m/s), 19. Juni 2021 in Eugene
  - 60 m Hürden (Halle): 7,97 m, 9. Februar 2024 in Fayetteville
- Weitsprung: 6,78 m (+1,2 m/s), 24. März 2018 in Fayetteville
- Siebenkampf: 6408 Punkte, 24. Juni 2024 in Eugene
  - Fünfkampf (Halle): 4669 Punkte, 21. März 2025 in Nanjing